# Musée historique d'Abomey
Le musée historique d’Abomey est un ensemble de palais royaux dont une partie contient l’un des plus prestigieux musées du Bénin. Le site de 47 hectares dont il fait partie est inscrit sur la liste du patrimoine mondial de l’UNESCO depuis décembre 1985.

## Historique

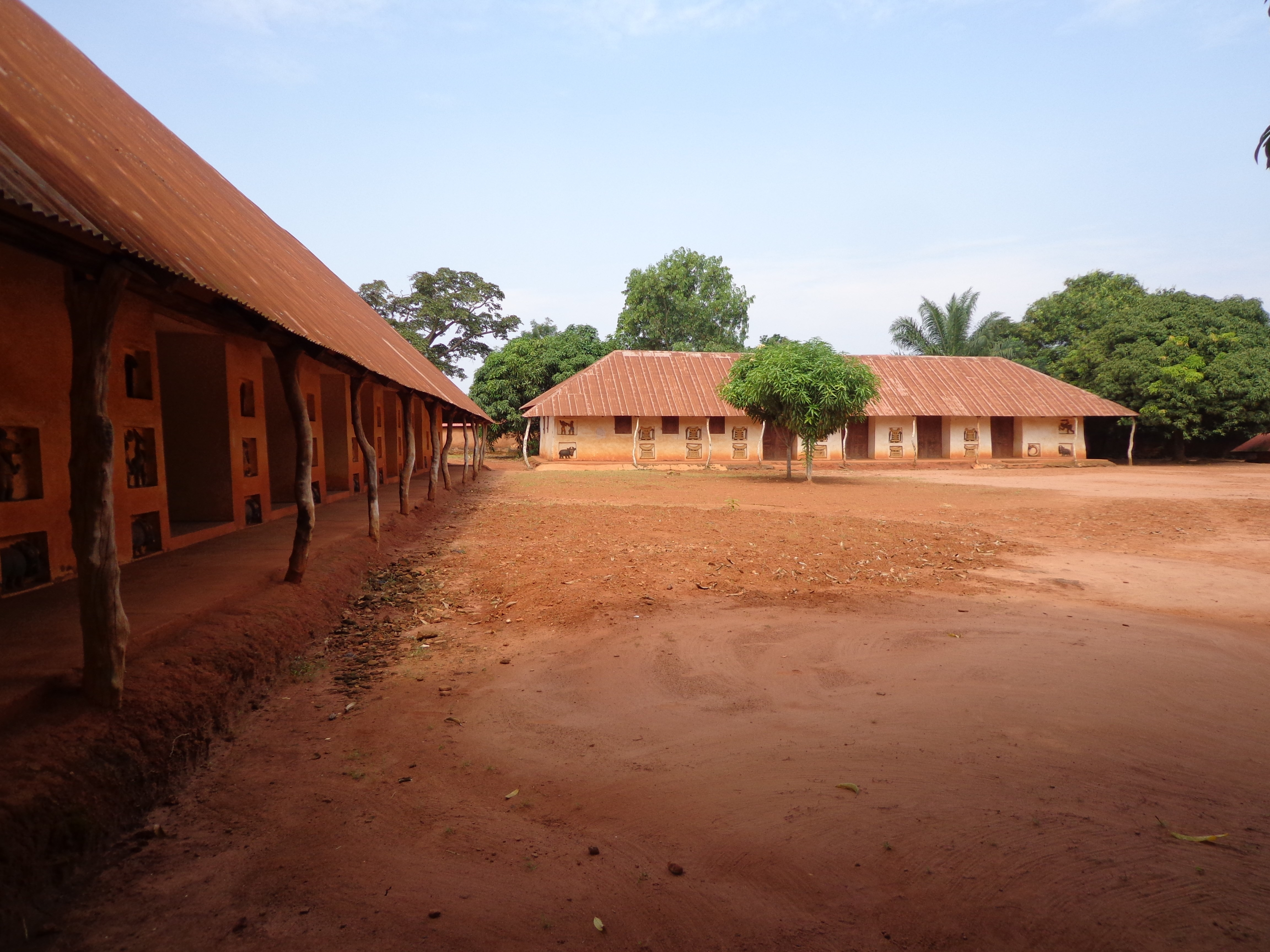
Palais royaux d'Abomey.

La tradition raconte que Tado, localité située près du fleuve Mono, non loin d’Aplahoué dans le sud-ouest du Bénin, mais en territoire aujourd’hui togolais, fut à l’époque où il n’existait pas de frontières en Afrique, le berceau des peuples du Sud-Danhomey et du Togo méridional.
Tado fut une cité royale d’où les descendants d’Agassou, fils de la princesse Aligbonon et d’une panthère mâle, et leurs partisans  partirent en exil, après de profondes discordes, pour fonder plus tard le Royaume d'Allada ou Ardra.
À la mort du chef de cette première migration, la succession fut difficile. Lassés des querelles de succession, deux des princes, Awesu et Dogbali, décident de s’exiler et de laisser le trône à leur frère Kokpon. Le premier remonta vers le Sud-est dans la région de l’actuelle Porto-Novo et fonda le royaume d’Ajacè (lire Adjatchè) : « mon territoire Adja ». Il prit le nom de Tê Agbanlin. Quant au second, Do-Gbagli, il vint s’installer au pays des Guédévi, précisément à Houawé, près de la ville actuelle de Bohicon. Do-Gbagli mort, son fils Dako prit la succession au détriment de l’aîné Ganyéhessou.
Mais Aho, surnommé Houégbadja, fils de Ganyéhessou, reprit le pouvoir et fonda le royaume d’Agbomè, où il bâtit son palais. Ses successeurs contribuèrent à tour de rôle à l’expansion des palais royaux qui, depuis le siècle dernier, s’étendent sur une  superficie de 44 hectares.
En raison de sa structure organisationnelle, le royaume d’Agbomè enregistra des succès parfois très éclatants, mais aussi des échecs quelquefois très humiliants notamment avec les Nagots de Kétou et d’Oyo au Nigéria. Cependant le royaume d’Agbomè finit par s’imposer et sa fougue guerrière inspirait la terreur aux peuples voisins, même après la conquête du royaume par les troupes françaises.

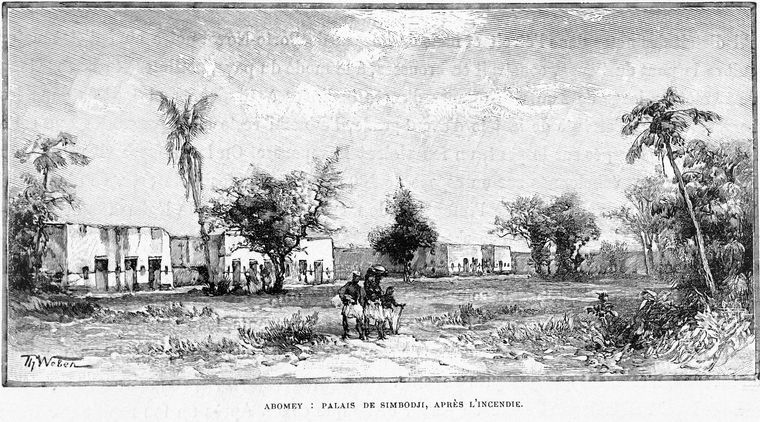
Le palais de Simbodji, après l'incendie (gravure de 1895).

Les ambitions de conquête protectorale des Français, couplées à un différend sur l'attribution des revenus douaniers, aboutirent à la guerre de résistance, par les troupes d’Agbomè contre l'Armée d'Afrique.
Le 17 novembre 1892, le drapeau français fut hissé sur le point culminant du palais de Singbodji (maison à étage du roi Guézo).
Devant l’adversaire victorieux, le roi Béhanzin prit la fuite et ordonna l’incendie des palais pour éviter leur profanation par des troupes françaises. C’est ainsi que de multiples richesses accumulées au fil des siècles disparurent en fumée.
Alors que toute rencontre avec le président français lui est refusée, le roi vaincu Béhanzin est déporté en Martinique, loin de la terre sacrée de ses ancêtres qu’il a défendue pendant son bref règne.
Le prince Goutchili, son frère et général de l’armée de Danxomè pendant la guerre contre les troupes françaises, lui succéda, désigné par la famille royale.  Goutchili fut intronisé roi du Danxomè par le gouvernement français le 15 janvier 1894 sous le nom fort de Agoli-Agbo.
Agoli-Agbo fut le premier restaurateur des Palais royaux d’Abomey. Cependant, après avoir été évincé du trône, Agoli-Agbo connut le même sort que son prédécesseur. Il fut à son tour exilé au Gabon.
Il faudra alors attendre l’administrateur Edmond Chaudoin en 1911 et surtout le gouverneur Reste, soutenu par le prince Justin Aho, petit-fils de Glèlè, pour engager l’exécution d’importants travaux de restauration dans les palais de Guézo et de Glèlè. Un embryon de musée fut alors constitué. En 1938, le commandant du Cercle en était le conservateur officiel.
En 1943, le Gouvernement général de l’AOF (Afrique-Occidentale française) confia les palais royaux et le Musée historique à l’Institut français d'Afrique noire (IFAN). Un arrêté datant de 1944 confirme la tutelle de l’IFAN et crée le Musée. L’IFAN fut remplacé, après l’indépendance nationale, par l'Institut des recherches appliquées du Dahomey (IRAD) créé le 5 août 1961.
| \| 100 km1:4 961 000 \| Musée historique d'Abomey Adandé Musée régional de Natitingou Akaba Idena Musée d'art contemporain de Ouidah Fondation Zinsou |
| 100 km1:4 961 000 |

## Collections
Le musée historique d'Abomey abrite des témoignages du passé ; bien plus il reflète l’héritage historique et culturel du peuple Fon.
Il est remarquable par sa situation géographique et ses collections. En effet, les palais royaux furent autrefois la capitale du royaume. La ville d’Abomey est jalonnée de multiples temples de vodoun et palais de princes héritiers : palais de Kpengla et de Tegbessou à Adandokpodji, palais d’Agonglo de Guézo à Gbècon et palais de Glèlè à Djègbé palais de Béhanzin à Djimè, d’Agoli-Agbo à Gbindo etc.
Le musée historique d’Abomey couvre actuellement une superficie de 10 hectares. Il comprend deux départements : le plus ancien, qui existe depuis l’ouverture du musée en 1944, est installé dans les palais de Guézo et de Glèlè, le plus récent, situé au sud non loin du marché historique Houndjro date de 2004. Ce dernier, consacré exclusivement au roi Béhanzin, a pour particularité d’offrir aux visiteurs, d’une part la vie et les œuvres de ce roi, d’autre part sa dimension nationale et internationale.
L’exposition qu’abrite ce palais est conçue non pour en faire un musée de type classique, mais un centre d’interprétation.

## Fréquentation
| 1995 | 1996 | 1997   | 1998   | 1999   | 2000   | 2001   | 2002   | 2003   |
| ---- | ---- | ------ | ------ | ------ | ------ | ------ | ------ | ------ |
| -    | -    | 10 659 | 15 048 | 16 663 | 21 370 | 22 013 | 29 152 | 21 191 |

| 2004   | 2005   | 2006   | 2007   | - | - | - | - | - |
| ------ | ------ | ------ | ------ | - | - | - | - | - |
| 21 373 | 22 004 | 22 410 | 23 269 | - | - | - | - | - |

## Galerie

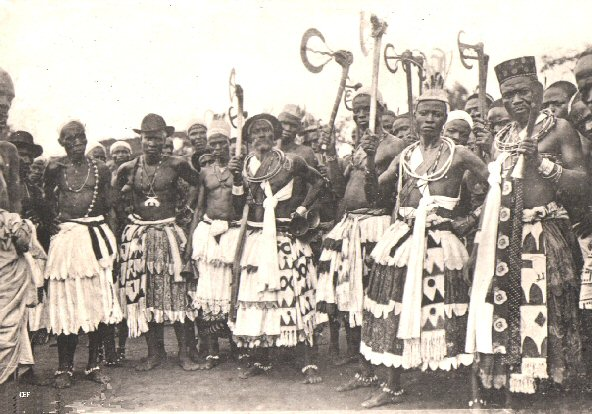
Photo de guérisseurs de François-Edmond Fortier (avant 1918).

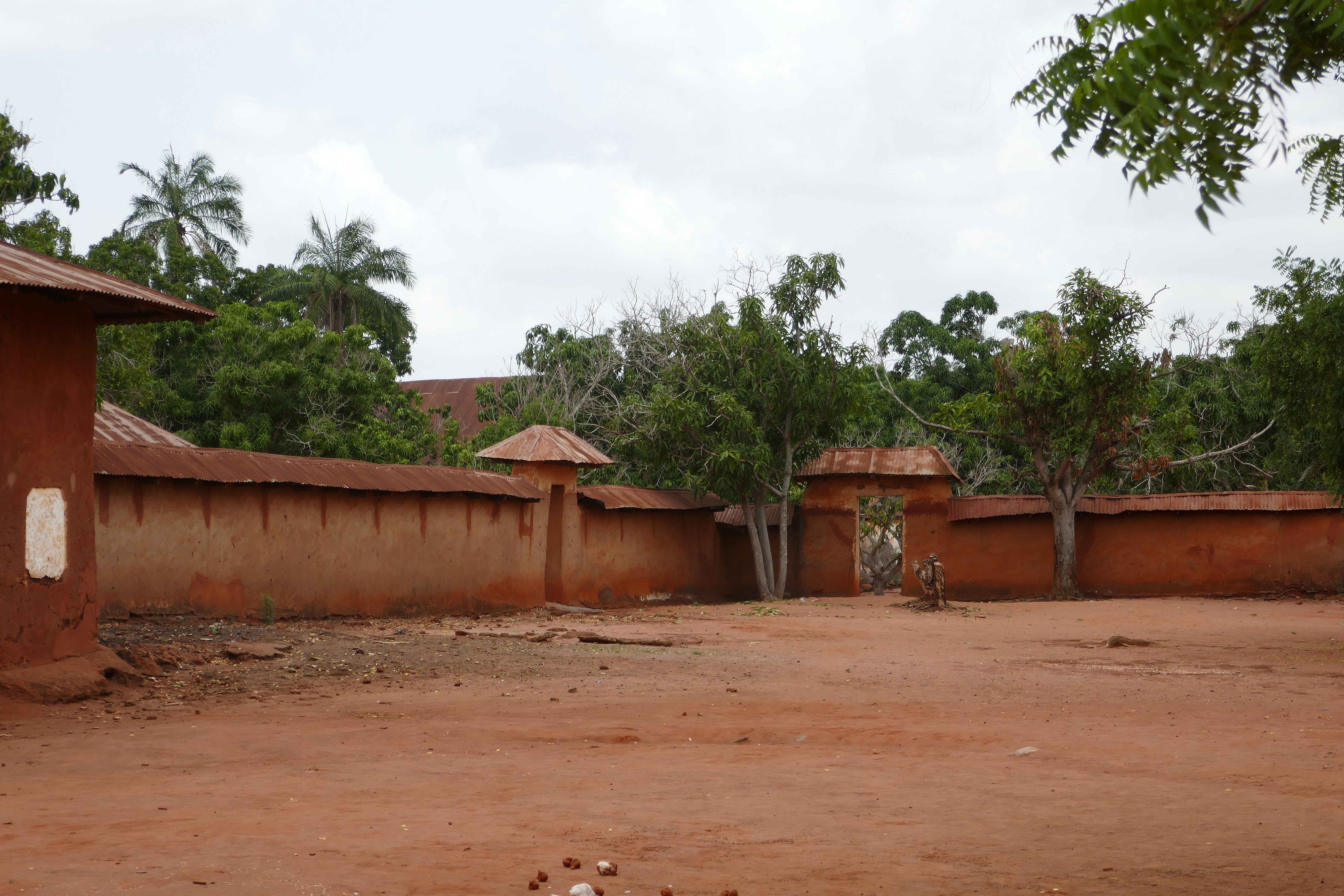
Cour intérieure.
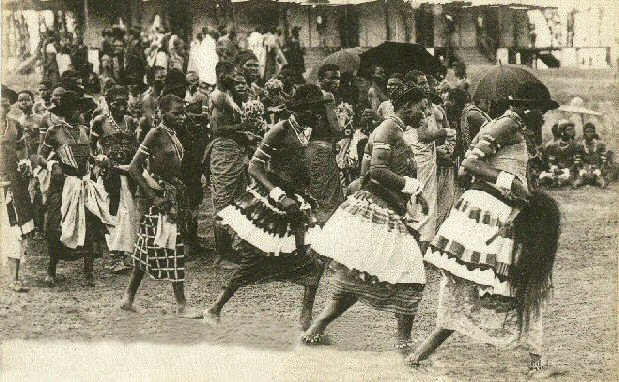
Danse des Fon pendant les célébrations (1908).
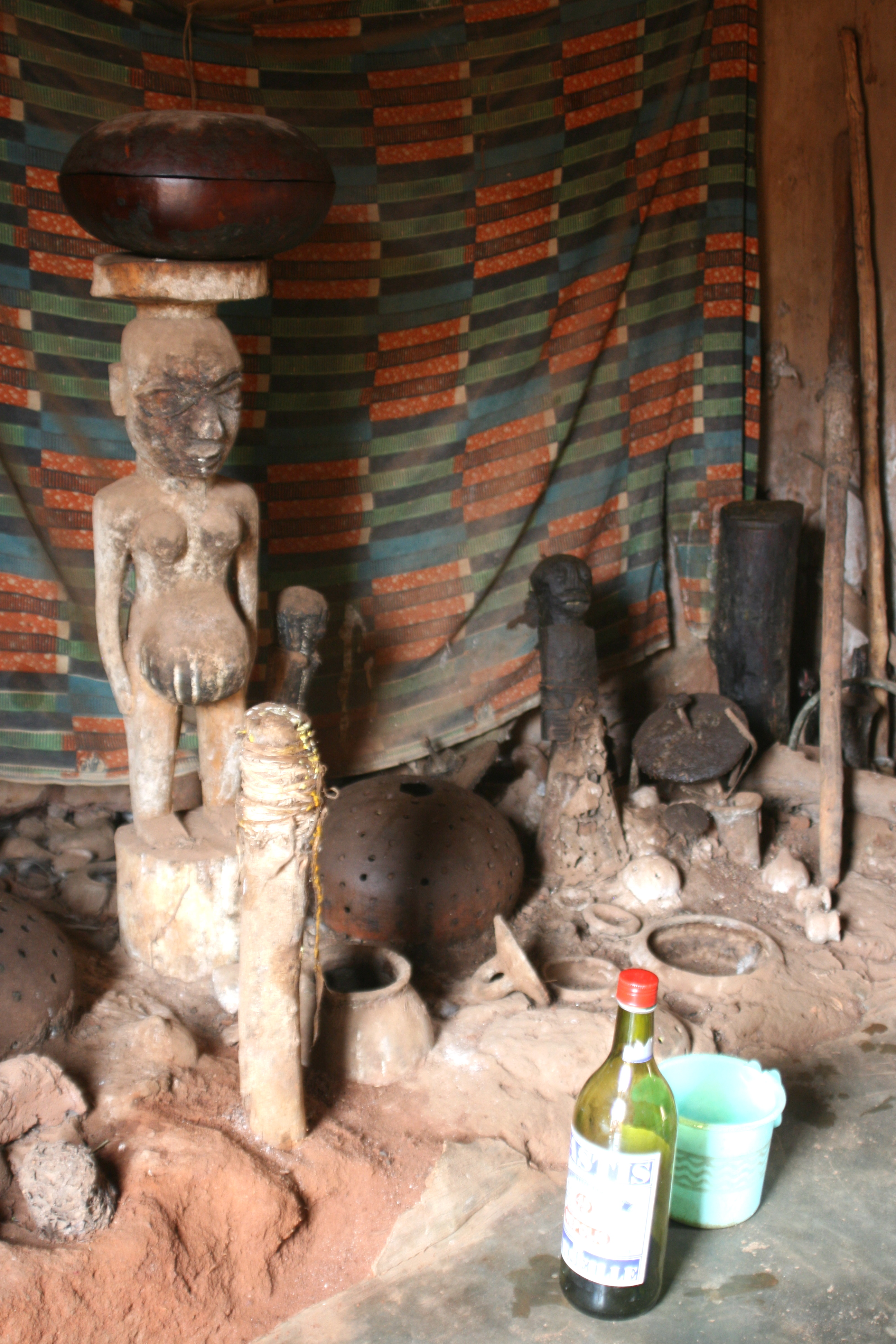
Autel vaudou à Abomey.
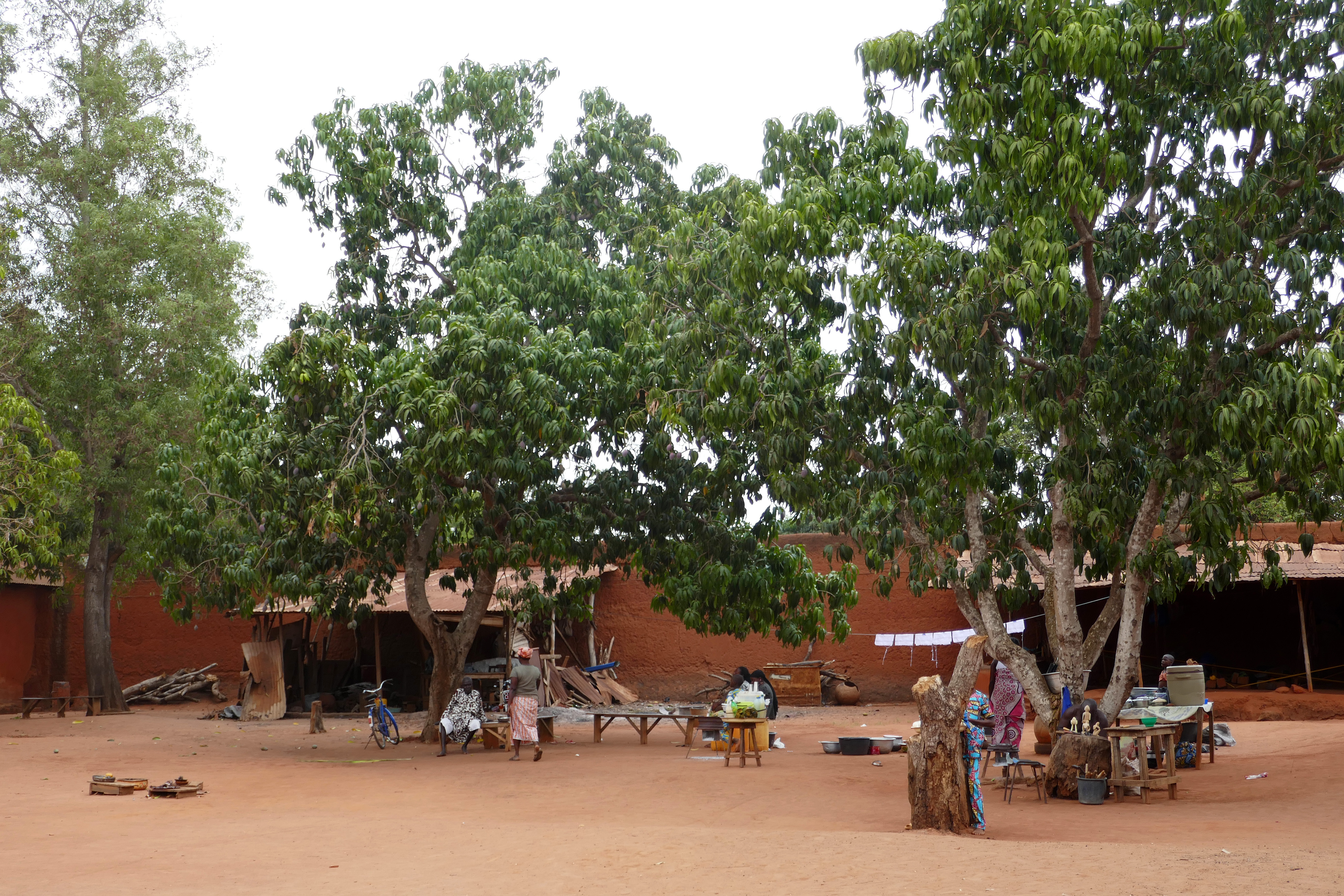
Palais d'Abomey-Cour intérieure